# Sergiu Radu
Sergiu Marian Radu (Râmnicu Vâlcea, 10 agosto 1977) è un ex calciatore rumeno, di ruolo attaccante.

## Carriera

### Club
Debutta nello Jiul Petroşani nel 1996-1997. Nella stagione seguente è all'Olimpia Satu Mare e nel 1998 si trasferisce al Rapid Bucarest, dove resta per tre anni prima di passare al Naţional Bucarest. Dopo aver vinto due campionati rumeni, nel 2003 viene acquistato dal Le Mans, squadra militante in Ligue 1, con cui disputa 15 partite senza segnare.
Rientrato al Naţional, segna 7 reti in 15 incontri, attirando l'attenzione dell'Energie Cottbus, militante allora nella Zweite Bundesliga. Con 12 gol in 33 match contribuisce alla promozione del club in Bundesliga e nella stagione successiva si conferma su ottimi livelli, grazie a 14 gol in 34 partite (capocannoniere della squadra).
Il Wolfsburg lo preleva nell'estate del 2007 e nel 2008 lo cede in prestito allo Stoccarda e poi al Colonia.
Nell'estate 2009 firma un contratto triennale nuovamente con l'Energie Cottbus. Nel gennaio 2011 viene ceduto all'Alemannia Aquisgrana, dove milita fino al proprio ritiro dal calcio giocato, che avviene il 1º luglio 2012.

### Nazionale
Esordisce con la Romania nel 2007, giocando una sola partita.

## Palmarès

### Club
- Campionato rumeno: 1

Rapid Bucarest: 1998-1999
- Supercoppa di Romania: 1

Rapid Bucarest: 1999

## Altro
Sergiu Radu vive e Colonia. È sposato e ha due figli.